# Jankovice (okres Pardubice)
Obec Jankovice se nachází v okrese Pardubice, kraj Pardubický. Žije zde 345 obyvatel.

## Části obce
- Jankovice
- Kozašice
- Seník

## Historie
První písemná zmínka o obci pochází z roku 1437.